# Ямасе Кодзі
Кодзі Ямасе (яп. 山瀬 功治, нар. 22 вересня 1981, Саппоро) — японський футболіст, півзахисник клубу «Кіото Санга».
Виступав, зокрема, за клуб «Йокогама Ф. Марінос», а також національну збірну Японії.

## Клубна кар'єра
Грав у футбол у Вищій школі Хоккаї.
У дорослому футболі дебютував 2000 року виступами за команду «Консадолє Саппоро», в якій провів три сезони, взявши участь у 52 матчах чемпіонату.
Протягом 2003—2004 років захищав кольори клубу «Урава Ред Даймондс», з яким у першому сезоні виграв Кубок Джей-ліги.
Своєю грою за останню команду привернув увагу представників тренерського штабу клубу «Йокогама Ф. Марінос», до складу якого приєднався на початку 2005 року. Відіграв за команду з Йокогами наступні шість сезонів своєї ігрової кар'єри. Більшість часу, проведеного у складі «Йокогама Ф. Марінос», був основним гравцем команди.
Протягом 2011—2012 років захищав кольори команди клубу «Кавасакі Фронтале».
До складу клубу «Кіото Санга» приєднався на початку 2013 року. Відтоді встиг відіграти за команду з Кіото 126 матчів у національному чемпіонаті.

## Виступи за збірні
Протягом 2000—2004 років залучався до складу молодіжної збірної Японії. На молодіжному рівні зіграв у 12 офіційних матчах, забив 5 голів. Також брав участь у Чемпіонат світу серед молодіжних команд 2001 року.
9 серпня 2006 року дебютував в офіційних іграх у складі національної збірної Японії в товариському матчі проти збірної Тринідаду і Тобаго. Перший гол за збірну забив 22 серпня 2007 року в товариському матчі зі збірною Камеруну. Наразі провів у формі головної команди країни 13 матчів, забивши 5 голів.

## Статистика
Статистика виступів у національній збірній
| Збірна Японії | Збірна Японії | Збірна Японії |
| Роки          | Ігри          | голи          |
| ------------- | ------------- | ------------- |
| 2006          | 1             | 0             |
| 2007          | 1             | 1             |
| 2008          | 10            | 4             |
| 2009          | 0             | 0             |
| 2010          | 1             | 0             |
| Усього        | 13            | 5             |

## Титули і досягнення
- Володар Кубка Джей-ліги:

«Урава Ред Даймондс»: 2003